# Campanário de Ivã III da Rússia

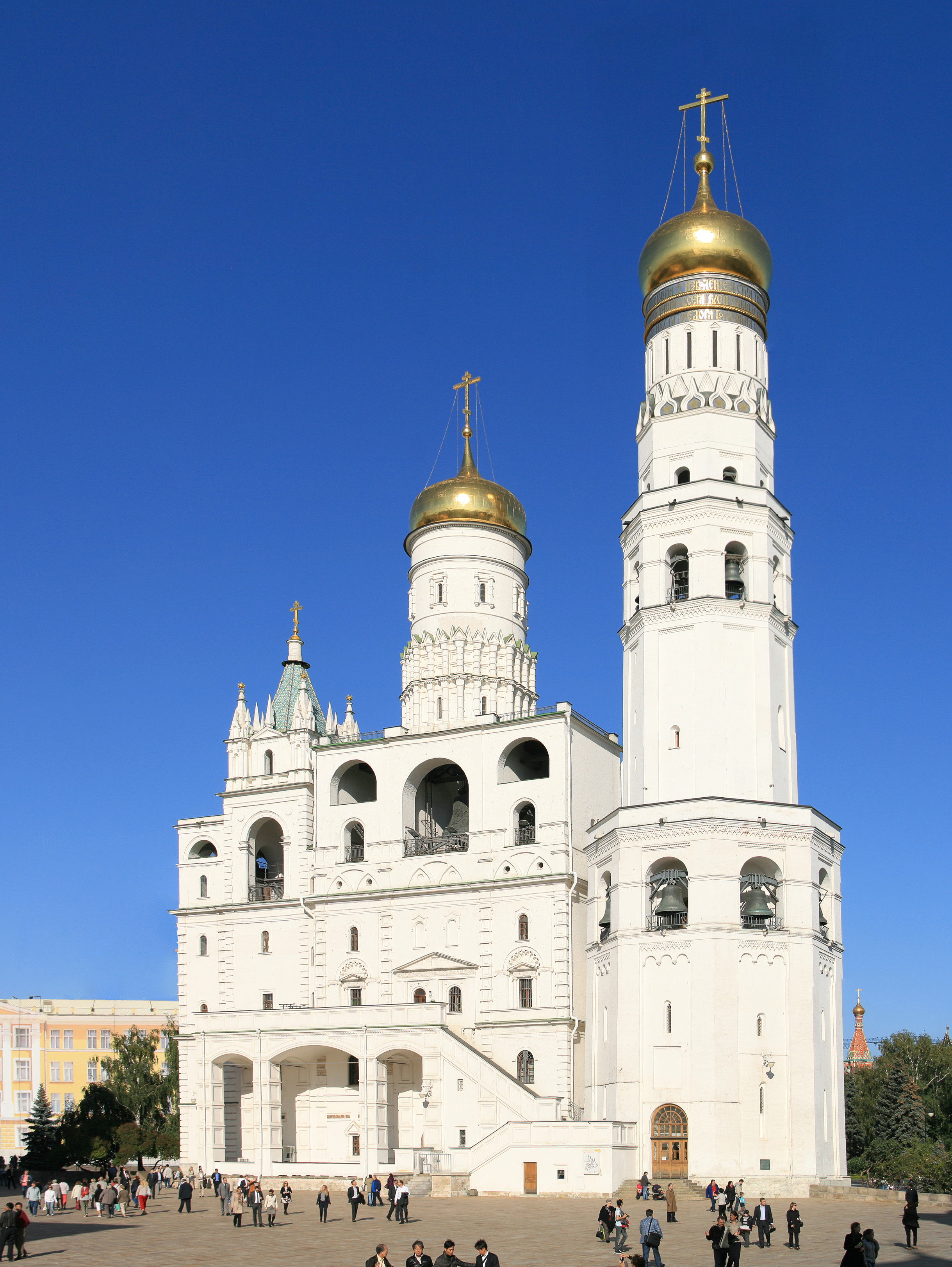
O Campanário de Ivã o Grande.

Campanário de Ivã III da Rússia (em russo:  Колокольня Ивана, Kolokolya Ivana), foi fundado em 1600 e completa o conjunto da Praça das Catedrais de Moscou.
Seus dois andares inferiores são constituídos de sólidas paredes com espessura de 2,5 m a 5 m com altura de 60 m, e mais dois andares foram edificados, perfazendo altura total de 81 m. 
Esta torre de pedra branca foi coroada com uma cúpula dourada. Ao pé do campanário encontra-se o famoso Sino do Czar, fundido no século XVIII e o maior sino do mundo com mais de 200 toneladas. O campanário é a estrutura mais alta do Kremlin e foi desenhada pelo italiano Marco Bono.